# 鶴見岳・伽藍岳

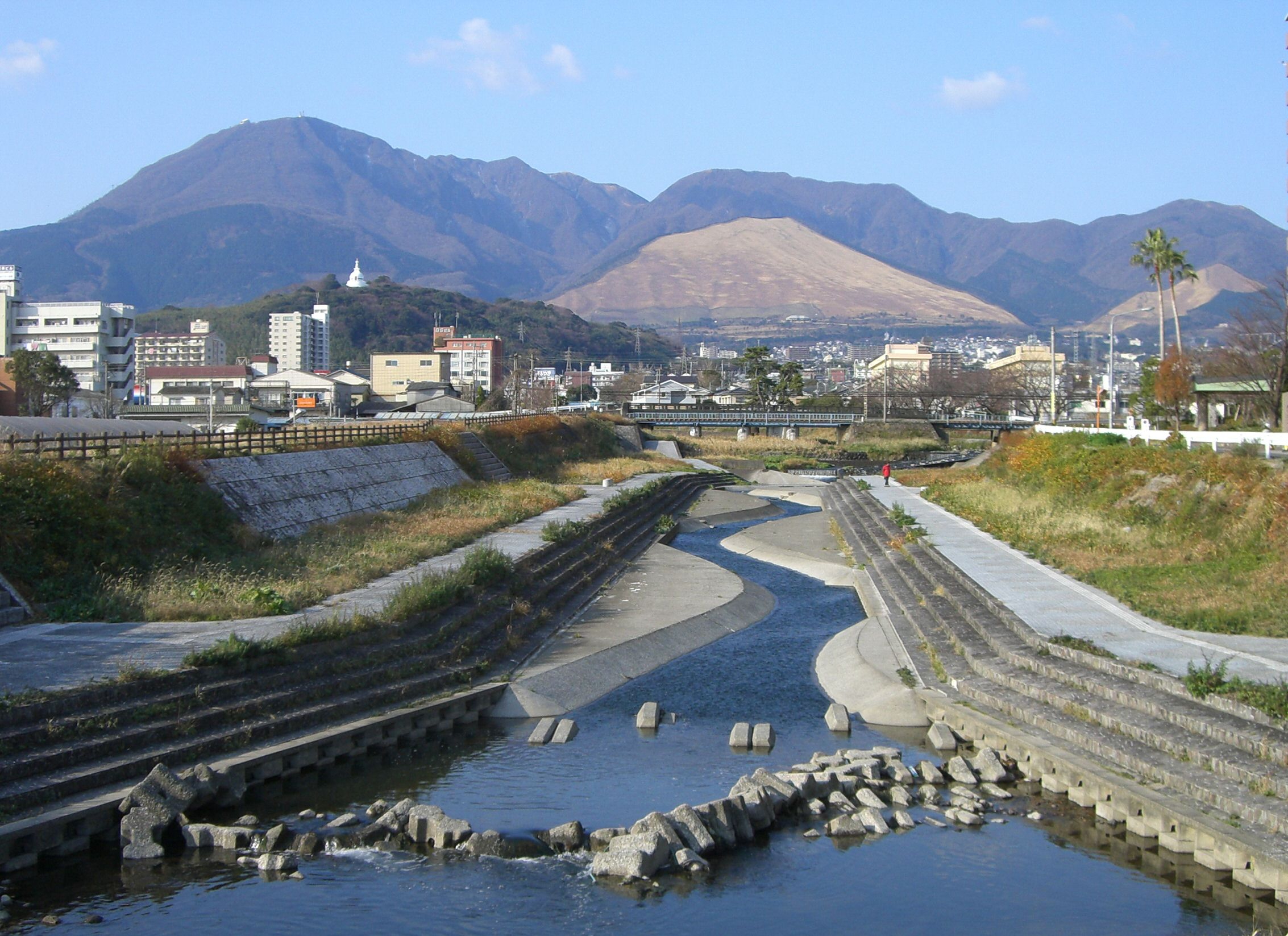
鶴見岳（左端）から伽藍岳（右端）に至る活火山群

鶴見岳・伽藍岳（つるみだけ・がらんだけ）は、大分県東部、別府湾の西にある活火山群に対して、気象庁が命名した名称である。
火山噴火予知連絡会によって、火山防災のために監視・観測体制の充実等の必要がある火山（常時観測火山）に選定されている。
稜線は別府市と由布市の境となっている。別府市はこの火山により形作られた火山性扇状地である。

## 概要
南端の主峰鶴見岳（標高1,375m）から内山（標高1,275.5m）を通り、北端の伽藍岳（標高1,045m）にかけての約5kmの間に連なる火山からなる。鶴見岳や伽藍岳は現在も噴気活動を行っている。
内山の東には大平山（扇山）がある。
別府八湯のうちの堀田温泉、観海寺温泉、別府温泉、浜脇温泉は鶴見岳の東側山麓の堀田−朝見川断層沿いに、明礬温泉、鉄輪温泉、柴石温泉、亀川温泉は伽藍岳の東側山麓の鉄輪断層沿いに点在する。また伽藍岳の西側山腹には塚原温泉がある。伽藍岳西岳の山腹には溶岩ドームの崩落による巨大な溶岩を見ることができる。

## 形成史
由布-鶴見地溝の内側に角閃石安山岩-デイサイトの溶岩流や溶岩ドームを噴出し、鶴見岳を成長させていった。
鶴見岳の山体全体は、約7300年前の噴火で噴出したアカホヤ火山灰にほぼ覆われている。
約9,500年前に伽藍岳を形成。その後、伽藍岳西麗にスコリア丘と溶岩流からなる玄武岩質安山岩の単成火山を形成。
771年7月9日、867年2月28日には伽藍岳がVEI1の水蒸気爆発噴火を行った。
その後は1949年、1974～75年、1995年に噴煙活動を起こし、また同じく1995年に泥火山を生成した。
1999年、2011年の東北地方太平洋沖地震発生後 、2022年には地震活動が増加している。